# Dinos Khristianópulos
Konstantinos Dimitriadis (en grec: Κωνσταντίνος Δημητριάδης); Tessalònica, 20 de març de 1931 - 11 d'agost de 2020), més conegut pel pseudònim de Dinos Khristianópulos (en grec: Ντίνος Χριστιανόπουλος), va ser un poeta, novel·lista, folklorista i editor grec. És conegut per la dita: «Van voler enterrar-nos, però no sabien que érem llavor», que prové d'un apariat que va escriure.
Dimitriadis va néixer a Tessalònica el 20 de març de 1931, fill d'un refugiat de Tràcia oriental. Es va llicenciar en Estudis Clàssics a la Universitat Aristotèlica de Tessalònica el 1955. Va treballar com a bibliotecari del 1958 al 1965.
La seva poesia va estar influenciada per Konstandinos Petru Kavafis i T.S. Eliot. Va ser guardonat amb el Gran Premi Nacional de Literatura el 2011, però es va negar a recollir-lo.

## Traduccions al català
- Regala'm un cos. Prefaci, selecció i traducció de Lucas Gonzalvo Valls; epíleg de Jaume Almirall. Salze Editorial, 2024. ISBN 9788409579150